# Teatr Tańca Zawirowania
Teatr Tańca Zawirowania – teatr tańca w Warszawie działający od 2005 pod auspicjami Fundacji Scena Współczesna. 

## Działalność
Jego siedzibą jest Centrum Tańca Zawirowania przy al. Jerozolimskich 181 (wejście B1) w Warszawie – tu odbywają się próby, spektakle i poszukiwania artystyczne. Prowadzone przez zespół zajęcia i warsztaty odbywają się w Akademii Tańca Zawirowania przy ul. Wspólnej 61. 
Teatr Tańca Zawirowania jest zespołem tańca współczesnego, który podróżuje po całym świecie. Wśród najważniejszych kooperacji można wymienić dwie międzynarodowe premiery Teatru Tańca Zawirowania – z hiszpańskim choreografem Danielem Abreu (spektakl „Real Love” zapraszany na wiele festiwali międzynarodowych) oraz z choreografem z Indii Ashleyem Lobo (spektakl „The Crossing” stanowił bezpośrednią współpracę polskich i hinduskich tancerzy i choreografów i pokazywany był zarówno w Polsce, jak i w Indiach). Teatr Tańca Zawirowania występował za granicą, m.in. na Krecie, na Węgrzech, w Czechach, w Niemczech, w Hiszpanii, na Ukrainie, w Rosji, na Słowacji, w Izraelu lub w Korei Południowej. 
Od 2005 roku teatr jest organizatorem Międzynarodowego Festiwalu Teatrów Tańca Zawirowania, odbywającego się co roku w Warszawie (zazwyczaj w czerwcu). Wydarzenie to gromadzi teatry tańca z Polski oraz z całego świata, m.in. z Czech, Słowacji, Węgier, Białorusi, Hiszpanii, Szwajcarii, Niemiec, Francji, Danii, Izraela, Korei Południowej, Australii, Nowej Zelandii.
Kierownictwo artystyczne sprawuje Elwira Piorun – tancerka, pedagog, choreografka. Tancerzami i współautorami choreografii w spektaklach są: Magdalena Agata Wójcik, Stefano Otoyo, Anna Banasik, Michał Adam Góral, Krzysztof Łuczak, Karolina Kroczak, Aleksandra Jarząbek, Bartłomiej Kamiński. Z teatrem współpracuje reżyser, Włodzimierz Kaczkowski, który najczęściej odpowiada za dramaturgię spektakli.

## Przedstawienia
- 2025 - "W pogoni za..." (chor. Elwira Piorun, obsada: Aleksandra Jarząbek, Bartłomiej Kamiński)
- 2024 - "Terytorium" (chor. Karolina Kroczak, obsada: Elwira Piorun, Magdalena Agata Wójcik)
- 2024 - "Z powrotem do tańca (chor. Elwira Piorun, obsada: Jagna Kaczmarzyk, Julia Głowacka, Karolina Aniołkowska, Emilia Nowak, Alicja Skopińska, Jan Jakubowicz, Martyna Sobiech)
- 2024 - "W pętli" (chor. Krzysztof Łuczak, obsada: Wiktoria Banaszek, Agata Barejka, Katarzyna Jastrzębska, Pavlo Kokhanenko, Joanna Kraski, Magdalena Kroczewska, Jagna Letmańska, Marta Radziszewska, Urszula Radziszewska, Agnieszka Żukowska)
- 2023 - "Atsu" (chor. i wyk. Magdalena Wójcik, Stefano Otoyo)
- 2022 - "Przesycone mgłą" (chor. Elwira Piorun, obsada: Małgorzata Nowak, Amanda Nabiałczyk, Krzysztof Łuczak, Maria Szczerbiak, Bartłomiej Kamiński)[7]
- 2022 - "Freefall" (chor. Ferenc Fehér, obsada: Ewa Noras, Aleksandra Krajewska, Stanisław Bulder)[8]
- 2022 - "Wężowe boginie" (chor. Elwira Piorun, obsada: Izabela Prokopek, Ilona Gumowska, Amanda Nabiałczyk, Magda Wójcik, Agata Pankowska)[9]
- 2021 - "Śmierć i Ofelia" (chor. Michał Przybyła, obsada: Karolina Kroczak, Elwira Piorun)[2]
- 2021 - "Policzalni" (chor, Anna Piotrowska, obsada: Joanna Brodniak, Kamil Bończyk, Stanisław Bulder, Ewa Noras, Alexey Torgunakov, Katarzyna Zioło, muz: Aleksandra Piotrowska)[10]
- 2021 - "Opowiedz nam o przyszłości" (chor. Elwira Piorun, obsada: Anna Banasik, Michał Góral)[2]
- 2021 - "Tańcząc Boską Komedię" (chor. Elwira Piorun, obsada: Liwia Bargiel/Ilona Gumowska, Magdalena Wójcik/Aleksandra Krajewska, Stefano Silvino/Michał Góral, Michał Przybyła)[11]
- 2020 - "Anima/Animus" (chor. Elwira Piorun, obsada: Ewa Noras, Stanisław Bulder)[12]
- 2019 - "Po godzinach" (chor. Elwira Piorun, obsada: Klaudia Buda, Aleksandra Krajewska, Jarema Andrzejewski, Jacek Foltyn)[13]
- 2019 - "Empty Bodies" (chor. Karolina Kroczak, obsada: Aleksandra Krajewska, Agata Pankowska/Ilona Gumowska, Elwira Piorun)[14]
- 2018 - "Real love" (chor. Daniel Abreu, obsada: Elwira Piorun, Izabela Prokopek, Ilona Gumowska)[3]
- 2016 - "Backup" (chor. Elwira Piorun, obsada: Alisa Makarenko, Artur Grabarczyk, Elwira Piorun, muz: Collage)[15]
- 2015 - "Ha-E The Absence Of Yes" (chor. Ido Tadmor, obsada: Elwira Piorun, Szymon Osiński, Ido Tadmor, Ofra Idel, muz: Collage)[16]
- 2015 - "Wybieg" (chor. Karolina Kroczak, obsada: Elwira Piorun, Szymon Osiński, muz. Greg Haines, Bonnie Tyler, Byetone, Bryan Adams, Black)[17]
- 2014 - "Tomorrow" (koncept: Nadar Rosano, chor. i wykonanie: Elwira Piorun, muz. collage Mogwai, John Frusciante, kostiumy: F-F-F)[18]
- 2014 - "Out in the Line Up" (chor. Nadar Rosano, obsada: Magdalena Radłowska, Bartosz Figurski, Szymon Osiński, muz. Arvo Pärt, Her-El Prussky)
- 2013 - "50 twarzy Ewy" (chor. zbiorowa, obsada: Elwira Piorun, Magdalena Radłowska, Paulina Święcańska)
- 2013 - "Rust & Engage" (chor. Rachel Erdos, Ido Tamor, obsada: Elwira Piorun, Ido Tamor, muz. Fryderyk Chopin, Giuseppe Verdi, Leo Cole i in.)
- 2013 - "Navigation song" (chor. Iraz Mazlih, obsada: Korina Kordova, Bartosz Figurski, Szymon Osiński, muz. Béla Bartók, Goffredo Petrassi, Wojciech Kilar, György Ligeti i in.)
- 2012 - "Rzeczy, rzeczy, rzeczy..." (chor. Karolina Kroczak, obsada: Karolina Kroczak, muz. Zank'offsky, kostiumy, scenografia, projekcje Joanna Sieradzan, wsp. lit. Hanna Raszewska)
- 2012 - "Wody i powietrza" (chor. Elwira Piorun, obsada: Elwira Piorun, muz. Grzegorz Ochęduszko)
- 2011 – "Zbliżenia" (chor. zbiorowa, obsada: Karolina Kroczak, Elwira Piorun, Szymon Osiński/Tomáš Nepšínský, muz. collage)[1]
- 2010 – "Fuera de campo" (chor. Daniel Abreu, obsada: Karolina Kroczak, Elwira Piorun, Bartosz Figurski, Szymon Osiński, muz. Alva Noto, Julien Neto)[1]
- 2010 – "Innocent when you dream" (chor. zbiorowa, obsada: Karolina Kroczak, Elwira Piorun, Bartosz Figurski, Szymon Osiński, muz. Tom Waits)[1]
- 2007 – "Po godzinach" (chor. zbiorowa, obsada: Katarzyna Kizior, Elwira Piorun, Szymon Osiński, Michał Piróg/Bartosz Figurski, muz. collage)[1]
- 2009 – "Chopin ambiente" (chor. zbiorowa, Juan de Torres, Danieli Merlo, obsada: Katarzyna Kizior/Ramona Nagabczyńska, Karolina Kroczak, Elwira Piorun, Bartosz Figurski, Szymon Osiński, muz. collage)[1]
- 2008 – "Nic tylko błękit" (chor. zbiorowa, obsada: Aleksandra Dziurosz/Katarzyna Kizior, Karolina Kroczak, Elwira Piorun, muz. collage)
- 2006 – "W stronę światła… z zawiązanymi oczami" (chor. Elwira Piorun, obsada: Elwira Piorun, Barbara Czajkowska, Jacek Tyski, opr. muz.  Grzegorz Ochęduszko, scen. i reż. Włodzimierz Kaczkowski)
- 2005 – "Jeśli kochasz, zabij" (chor. Elwira Piorun, obsada: Elwira Piorun, Paulina Wycichowska, Bartłomiej Raźnikiewicz/Konrad Stefański, muz. Grzegorz Ochęduszko, scen. Włodzimierz Kaczkowski)[1]
- 2004 – "Przytul mnie" (chor. Elwira Piorun, obsada: Magdalena Krawczykowska, Małgorzata Marcinkowska, Elwira Piorun, Bartek Wojtanowicz, muz. Astor Piazzolla, scen. i reż. Włodzimierz Kaczkowski)[1]